# كفر الطماعين (فلم)
كفر الطماعين هو فيلم دراما مصري من إخراج وصفي درويش وبطولة يونس شلبي، سماح أنور، محمد رضا، نجوى فؤاد، رأفت فهيم وسمير وحيد.

## نبذة
تدور أحداث الفيلم في الريف حيث يتجرد أبناء أحد الكفور النائية عن مظاهر الشهامة والشرف لإرضاء نزواتهم، وتنفجر الأحداث عندما تتصاعد قوى الشر لدى بيومى ثرى الكفر والذى يحاول أن يغتصب الفلاحة أم فتحية، إلا أنها تقاومه بعنف، لكن زوجها لا يصدق أنها محافظة على شرفه ويعتقد أنها قد خانته فيقتلها ليدخل السجن، يتولى المعلم عوض تربية فتحية، لكن عندما تنضج ويحاول اغتصابها، تصده بعنف وعندما تكتشف زوجته ذلك تطردها من البيت لتواجه الوحدة والخوف والضياع، تعرف فتحية معنى الأمان عندما تلتقى بالشاب طيب القلب إبراهيم الذى يحبها ويعطف عليها بعد التعرف على أزمتها في الحياة، ويقتنع بأصالتها ونقاء سريرتها وينشأ بينهما حب عذرى ويستعدا لتتويجه بالزواج. يقرر إبراهيم تزعم حملة ضد أعمال المعلم بيومى غير المشروعة بعد استفحال نشاطه الإجرامى في الكفر، ويوغر بيومى شرا للأنتقام منه، حيث يجمع رجال لضربه ليلة زفافه على فتحية ويتكتل أهل الحى للدفاع عن إبراهيم، ويسلم نفسه للشرطة إلا أن أهالى الحى يعلنون أنهم شركاء في الخلاص من الطاغية.

## طاقم العمل
- يونس شلبي بدور إبراهيم دبور
- سماح أنور بدور فتحية شوقي عبدالعال
- محمد رضا بدور بيومي بيه
- نجوى فؤاد بدور المعلمة بسيمة
- رأفت فهيم بدور المعلم عوض
- سمير وحيد بدور سيد دبور

## وصلات خارجية
- كفر الطماعين على موقع الدهليز
- كفر الطماعين على موقع قاعدة بيانات الأفلام العربية